# 孙桐生
孙桐生（1824年—1908年），字小峰，号痴道人、钦真外史、忏梦居士。绵州（今绵阳市）人。
咸丰元年（1851年），乡试中举，咸丰二年（1852年）三甲一百十八名進士，选翰林院庶吉士，散馆，歷任湖南安福、桃源县知县。精讀《红楼梦》，是“甲戌本”批注人之一。編有《国朝全蜀诗钞》。